# The Brothers of Destruction

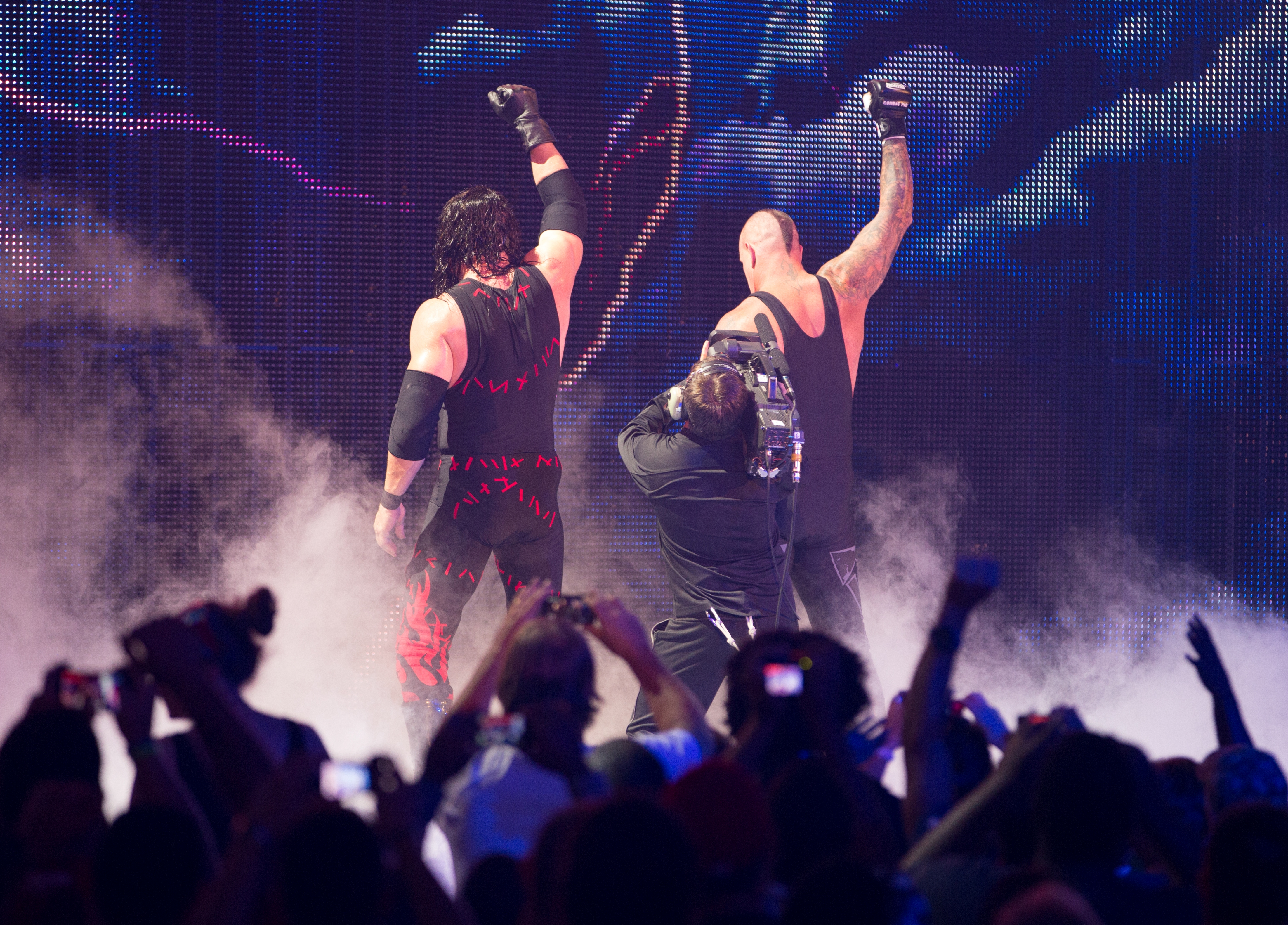
Kane și The Undertaker

Brothers of Destruction (termen ce în românește înseamnă "Frații Distrugerii") este o echipă de wrestleri profesioniști formată din The Undertaker și Kane ce activează pentru compania World Wrestling Entertainment (WWE) în show-ul Smackdown.
Ei sunt cunoscuți ca fiind frați și luptă împreună la meciurile pe echipe.

## Rivalitățile și formarea (1997-2000)
În 1996, The Undertaker și-a părăsit managerul Paul Bearer.
Între anii 1996-1997, Undertaker a intrat în conflict cu Bearer și a luptat cu mulți wrestleri ai cărui manager era acesta din urmă, ca Mankind și The Executor.
După ce Undertaker a pierdut titlul WWF împotriva lui Bret Hart la SummerSlam 1997, Bearer a început să-l tachineze pe Undertaker susținând că are un frate mai tânăr pe nume Kane, cel mai remarcabil era că strigă cuvintele "Kane TRĂIEȘTE!".
Glen Jacobs care a fost văzut lucrând în WWF ca noul "Diesel",a debutat la Badd Blood 1997 sub numele de "KANE",fratele mai tânăr al lui Undertaker. Acesta a intervenit în primul meci Hell in a Cell, dintre Undertaker și Shawn Michaels, câștigătorul avea oportunitatea să-l înfrunte pe Brat Hart, pentru centura WWF la Survivors Series 1997. În timpul meciului, Kane a intervenit și i-a tras Tombstone lui Undertaker, permițându-i lui Michaels să facă pinul, astfel Undertaker a devenit adevăratul numărul 1 la centura WWF. În acest punct, Kane și Undertaker au început o vrajbă, premisa de bază era că Kane și Paul Bearer îl acuzau pe Undertaker de incendiul intenționat ce a rezultat cu distrugerea casei și moartea mamei lor. În esență, Kane voia să-și alunge agresiunile asupra lui Undertaker, acesta refuzând să lupte împotriva "propriului sânge".
Cei doi au avut un scurt parteneriat, care s-a terminat după ce Kane l-a trădat pe Undertaker la Royal Rumble 1998, unde se afla într-un meci de genul "Cascket Match" împotriva lui Shawn Michaels pentru centura WWF. I-a tras lui Undertaker un chokeslamm în sicriu, astfel ajutându-l pe Michaels să câștige meciul. Aceștia și-au continuat "certurile" ce au condus la un meci la Wrestlemania XIV(14), unde Undertaker a învins după ce i-a tras lui Kane trei Tombstone piledrivers. S-au întâlnit ambii în primul meci de tip "Inferno" la Unforgiven: In Your House, unde Undertaker a ieșit victorios.Pe data de 1 iunie 1998, ediția Raw is War, s-au luptat într-un meci "Number One Contender" pentru centura WWF,ce a fost câștigat de Kane datorită ajutorului lui Mankind.
La King of the Ring 1998, Kane și campionul WWF Stone Cold Steve Austin s-au confruntat într-un meci "First Blood" pentru centură.Previziunile erau că dacă Kane o să piardă, își va da foc singur. Arbitrul a fost "scos din joc", iar Undertaker a intervenit în meci cu un scaun de metal să-l lovească pe Kane, dar scaunul îl lovește din greșeală pe Steve Austin, acest lucru îl ajută pe Kane să câștige meciul. Undertaker a format un parteneriat cu Kane, din nou, după ce a văzut că Undertaker l-a atacat pe Austin pentru că nu voia să-și vadă fratele în flăcări. Undertaker a început o rivalitate cu Steve Austin, care recâștigă mai târziu titlul WWF de la Kane, în timp ce acesta și Mankind câștigă titlurile WWF la echipe. La pay-per-view-ul Fully Loaded" In Your House, cei doi au fost forțați să lupte ca echipă și i-au înfrânt pe Kane și Mankind. Aceștia și-au recuperat titlurile într-un "fatal four way tag team elimination match", participând și New Age Outlaws (Billy Gun și Road Dogg) și Nation of Domination (The Rock și Owen Hart) într-o ediție Raw în august. Astfel s-a transformat într-un meci pentru titlul WWF la SummerSlam, între Undertaker și campionul Steve Austin. La acest eveniment, el și Kane au devenit echipa cunoscută ca "Brothers of Destruction" după ce Kane l-a abandonat pe Mankind în timpul meciului pentru centurile la echipe împotriva echipei New Age Outlaws și instant intervenind în meciul Undertaker vs. Austin unde a încercat să-și ajute fratele, dar Undertaker la trimis înapoi. Ca rezultat, Austin a aplicat "Stone Cold Stunner" pe Undertaker și a ieșit victorios. La "Breackdown: In Your House", Undertaker, Kane și Austin s-au întâlnit într-un "triple threat match" pentru centura WWF. Undertaker și Kane au dovedit că sunt parteneri aplicând pinul deodată pe Austin.Aceștia s-au separat și au mers fiecare pe drumul lor. S-au reunit după doi ani,în 2000 și au provocat campionii la echipe, Edge și Christian la un meci pentru titluri, terminat cu descalificarea celor doi,aceștia pierzând meciul. Pe data de 14 august în ediția Raw, Undertaker l-a înfruntat pe Chris Benoit într-un meci, unde Kane i-a tras chokeslamm lui Undertaker. Aceasta a culminat într-un meci la SummerSlam 2000, cu rezultat nici un câștigător.

## Dominația la echipe (2001)
La Royal Rumble 2001, Undertaker și Kane au făcut echipă eliminând majoritatea din ring în meciul Royal Rumble. Kane a intrat numărul 6 și a eliminat 11 participanți. Undertaker a intrat numărul 22, dar a fost eliminat de Rikishi. Cei doi s-au reunit mai târziu în acea lună pe 1 februarie 2001 în ediția SmackDown!, unde i-au învins pe Rikishi și Haku într-un meci brutal "First Blood". Au avut șansa la centurile la echipe la No Way Out 2001, împotriva campioniilor Dudley Boyz (Bubba Ray și D-Von) și Edge și Christian într-un TABLES match. "Frații Distrugerii" au dominat tot meciul și când să câștige meciul, Rikishi și Haku au intervenit. La Wrestlemania X-Seven, Kane i-a învins pe Raven și Big Show și câștigă centura WWF Hardcore, iar Undertaker îl învinge pe Triple H. Kane și Undertaker s-au concentrat pe campionul intercontinental Triple H, care curând va face o alianță surpriză cu campionul WWF Stone Cold Steve Austin. Cei doi au avut oportunitatea de a-i înfrunta pe Steve Austin și Triple H la Backlash, dacă îi pot învinge pe Edge și Christian într-un meci fără descalificări pentru titlurile la echipe. Pe 19 aprilie, ediția SmackDown!, Undertaker și Kane îi înfrâng pe Edge și Christian și câștigă primele centuri ca echipa, în ciuda interferenței lui Austin și Triple H. Ca rezultat, frații distrugerii au avut oportunitatea de a-i înfrunta pe Triple H și pe Austin la Backlash 2001. La Backlash, Triple H și Austin câștigă titlurile la echipe, după ce Triple H l-a lovit pe Kane cu barosul și i-a făcut pinul. Cu Kane accidentat, The Undertaker a început să-l aibă ca țintă pe Steve Austin și centura sa WWF. La o ediție Raw is War, Undertaker a fost informat de polițiști că soția sa Sara, a fost implicată într-un accident de mașină. Undertaker sosit acasă, a aflat că totul a fost pus la cale de Austin. La Judgment Day 2001, Kane l-a învins pe Triple H într-un meci înlănțuit, câștigând centura Intercontinentală, în ciuda intervenției lui Austin. Mai târziu în acea noapte, Undertaker domină meciul cu Steve Austin pentru titlul WWF. Triple H intervine încă odată și îl lovește pe Undertaker cu barosul, Austin reținându-și titlul WWF. Diamond Dallas Page a fost următoarea persoană care a intrat în calea lui Undertaker. Page a dorit să devină un mare star,la fel ca și Undertaker, astfel a început o vrajbă cu el, vorbind sloganul lui Undertaker "I'll make you famous".
Pe 9 august într-o ediție SmackDown!, cei doi i-au învins pe Natural Born Thrillers (Chuck Palumbo și Sean O'Haire) pentru titlurile WCW la echipe. La SummerSlam 2001, Undertaker și Kane i-au înfrânt pe Diamond Dallas Page și Chris Kanyon într-un meci cu cușca de oțel, câștigând a doua oară centurile WWF la echipe și având și centurile WCW la echipe, au devenit singurii care au deținut cele două centuri deodată în istoria wrestlingului.
"Frații Distrugerii" au început o altă vrajbă cu KroniK (Brian Adams și Bryan Clark), care au fost aduși în WWF de Stevie Richards. Pe data de 17 septembrie, într-o ediție a Raw-ului, Kane și Undertaker au pierdut centurile WWF la echipe împotriva celor de la Dudley Boyz după intervenția celor de la Kronik. La Unforgiven 2001, și-au apărat cu succes titlurile la echipe în fața celor de la Kronik, înainte să le piardă în fața lui Booker-T și Test în următoarea ediție SmackDown!.
Au continuat ca echipă reprezentând WWF (World Wrestling Federation) în fața celor de la Aliance Invasion, incluzând participarea lor la InVasion și Survivor Series 2001.

## Întâlniri Neoficiale(2002-2005)
Cei doi apar împreună în timpul primelor câteva momente din No Mercy 2002, ambii având un meci pentru titlu în acea noapte. Au luptat ca echipă neoficială la Royal Rumble 2003, dar Undertaker s-a întors și l-a eliminat pe Kane din meciul Royal Rumble. Târziu în același an la Survivor Series 2003, un Kane fără mască a intervenit ca din iad într-un meci "Buried Alive" dintre Undertaker și Vince McMahon, costându-l pe Undertaker meciul. Kane a mers mai departe și a spus că Undertaker a fost înmormântat de viu. Cei doi și-au încheiat socotelile la Wrestlemania XX (20) în 2004, unde Undertaker s-a reîntors la stilul "Deadman" și a câștigat meciul. La Royal Rumble 2005, Undertaker avea un meci "casket" planificat cu Heidenreich. Înainte de meci,Gene Snitsky,care era într-o vrajbă cu Kane, i-a spus lui Heidenreich că îl va ajuta în seara aceea. Datorită intervenției, Heidenreich era categoric învingător. Oricum, când s-a spus să se deschidă sicriul, Kane a ieșit din el și l-a batut pe Snitsky în afara arenei, lăsându-l pe Undertaker să-l învingă pe Heidenreich. Planurile originale erau ca pentru această intervenție, să fie programat un meci pe echipe la Wrestlemania 21, dar planurile au fost distruse, când Undertaker decide să-l înfrunte pe Randy Orton. Ultima dată, Kane și The Undertaker se întâlnesc în 2005 în timpul unui meci inter promoțional. În timp ce Kane, care îl ajută pe partenerul său Big Show împotriva lui Rey Mysterio, pretinde să plece când Undertaker intră în arenă, el inevitabil primește un chokeslam de la Undertaker după un atac eșuat. Notabil, ambii frați se înfruntau în acel timp, oricum, Kane era membru din Raw iar The Undertaker era membru din SmackDown!.

## Reuniuniile și despărțirile (2006-prezent)
Întoarcerea Fraților Distrugerii a fost anunțată pe 27 octombrie, 2006 în ediția SmckDown! Montel Vontavius Porter intervine în meciul lui Kane ce lupta împotriva lui Mr.Kennedy, ajutându-l pe Kennedy să-l doboare pe Kane înainte ca luminile să se stingă și melodia de intrare a lui Undertaker să înceapă. Când luminile s-au aprins, Kane a disparut. Ca rezultat al interferenței, Theodore Long a programat un meci la echipe între „Brothers of Destruction” și Mr.Kennedy și MVP. Săptămâna viitoare în SmackDown!, Frații Distrugerii s-au reunit pentru prima dată ca echipă după cinci ani și au obținut trei victorii împotriva lui MVP și Mr.Kennedy în acea noapte. Prima victorie a fost făcută prin numărătoare până la 10 când MVP și Mr.Kennedy au refuzat să intre în ring, iar Theodore Long a venit în arenă și a reînceput meciul fără numărătoare. Kennedy i-a livrat lui Kane un "lob low" și au fost descalificați. Theodore Long a venit din nou în arenă și a reînceput meciul fără descalificări. La final, „frații” au livrat simultan un chokeslam, și Undertaker încheie meciul printr-un tombstone piledriver aplicat pe Mr.Kennedy. Cei doi frați au continuat vrajba cu oponenții, individual înainte de un "rematch" în ultimul show SmackDown înainte de Armageddon. La Armageddon 2006, Undertaker îl învinge pe Mr.Kennedy într-un meci de tip "Last Ride", iar Kane îl învinge pe MVP într-un meci de tip „Inferno”. Săptămâna viitoare în SmackDown!, Undertaker și Kane se reunesc încă odată și îi înving pe King Booker T și Finlay înainte să o ia pe drumuri separate, Undertaker reușind să pună mâna pe centura mondială la Wrestlemania 23. În data de 12 octombrie 2007, într-o ediție de SmackDown, Frații Distrugerii se reunesc pentru prima dată în 2007 și îi înfrâng pe campionii la echipe MVP și Matt Hardy într-un meci fără titlurile puse la bătaie. Aceștia se mai reunesc pe 1 februarie 2008, ediția SmackDown!, învingându-i pe Big Daddy V și Mark Henry prin „submission”. La Wrestlemania XXIV(24), ambii frați devin campioni: Kane campion ECW și Undertaker campion la categoria grea.
Pe 4 aprilie 2008, în SmackDown!, Kane și Undertaker se înfruntă pentru prima dată după Wrestlemania XX (20), meci ce s-a terminat fără câștigător datorită intervenției „La Familia„ (Edge, Chavo Guerrero, Curt Hawkins și Zack Ryder). Oricum, Kane și Undertaker livrează un chokeslam și tombstone piledriver lui Chavo, respectiv Edge. Cei doi apar în show-ul ECW care era organizat la Londra, Anglia pe 15 aprilie 2008, înfruntând campionii la echipe John Morrison și The Miz, aplicându-le ambilor chokeslam-uri. Pe data de 21 aprilie 2008, în ediția Raw, Frații Distrugerii fac echipă cu John Cena și Triple H împotriva lui JBL, Chavo Guerrero și singura noapte de reuninue a celor de la Rated-RKO(Edge și Randy Orton) într-o pierdere de efort după ce Kane a fost lovit de "spear-ul" lui Edge. În timpul draft-ului din 2008, Kane a fost transferat în Raw în timp ce Undertaker a rămas în SmackDown. Până la Royal Rumble 2009, Kane și Undertaker au luptat împreună. În timpul draft-ului din 2009, Kane a fost transferat înapoi în SmackDown.

## Centuri și premii
- În World Wrestling Entertainment / World Wrestling Federation / World Wrestling Entertainment
  - World Tag Team Championship (WWE) / WWF Tag Team Championship->deținute de 2 ori)
    - Undertaker & Kane: (19 aprilie 2001 - 29 aprilie 2001)
    - Undertaker & Kane: (19 august 2001 - 17 septembrie 2001)

  - WCW World Tag Team Championship->deținute 1 dată
    - Undertaker & Kane (9 august 2001 -25 septembrie 2001)

  - WWE Hardcore Championship / WWF Hardcore Championship->deținute 1 dată])
    - Kane: (1 aprilie 2001 -19 aprilie 2001)

  - WWE Intercontinental Championship / WWF Intercontinental Championship->(deținute 1 dată)
    - Kane: (20 mai 2001 - 26 iunie 2001)

  - ECW Championship->deținute 1 dată)
    - Kane: (30 martie 2008 - 29 iunie 2008)

  - World Heavyweight Championship (WWE) / World Heavyweight Championship->(deținute de 2 ori)
    - Undertaker: (1 aprilie 2007 - 8 mai 2007)
    - Undertaker: (30 martie 2008 - 29 aprilie 2008)